# Corinne Masiero
Corinne Masiero (Douai, departament Nord, 3 de febrer del 1964) és una actriu francesa. És coneguda per interpretar molts papers en cinema i televisió a l'estat francés, com ara en la sèrie de televisió Capitana Marleau, i pel seu caràcter feminista i reivindicatiu.

## Biografia
El pare de Corinne Masiero treballà en una mina i després va dirigir una autoescola. Sa mare feia les tasques domèstiques. Tots dos eren militants comunistes i portaven la jove Corinne a les manifestacions. Als 15 anys feu un viatge per Europa en autoestop, després tornà a l'estat francés per aprovar el batxillerat; més tard va caure en l'alcohol, les drogues i la prostitució, abans de trobar el seu camí en el teatre, als 28 anys. Durant aquest moment difícil de la seua vida, es trobà sense llar i havent de viure als carrers. El 2022, va atribuir aquests comportaments a l'incest que va patir quan era una xiqueta, i que va ocultar durant molt de temps.
Interpretà els primers papers en pel·lícules de Rainer Werner Fassbinder, de Georges Feydeau i amb la companyia de teatre de carrer Collectif Organum. Aparegué en Germinal de Claude Berri (1993), i després en La vida somiada dels àngels d'Érick Zonca (1998).
Durant anys, va interpretar papers secundaris en televisió (Ambre a disparu el 2003, Pierre et Jean el 2004). Però amb el seu rostre, el seu llenguatge, el seu caminar atípic, l'altura (180 cm), en pocs anys passa de la simple figuració a papers secundaris notoris, en telefilmes de Thierry Binisti o en els de Peter Kassovitz: Beau Masque el 2005 i Le Sang noir dos anys després.

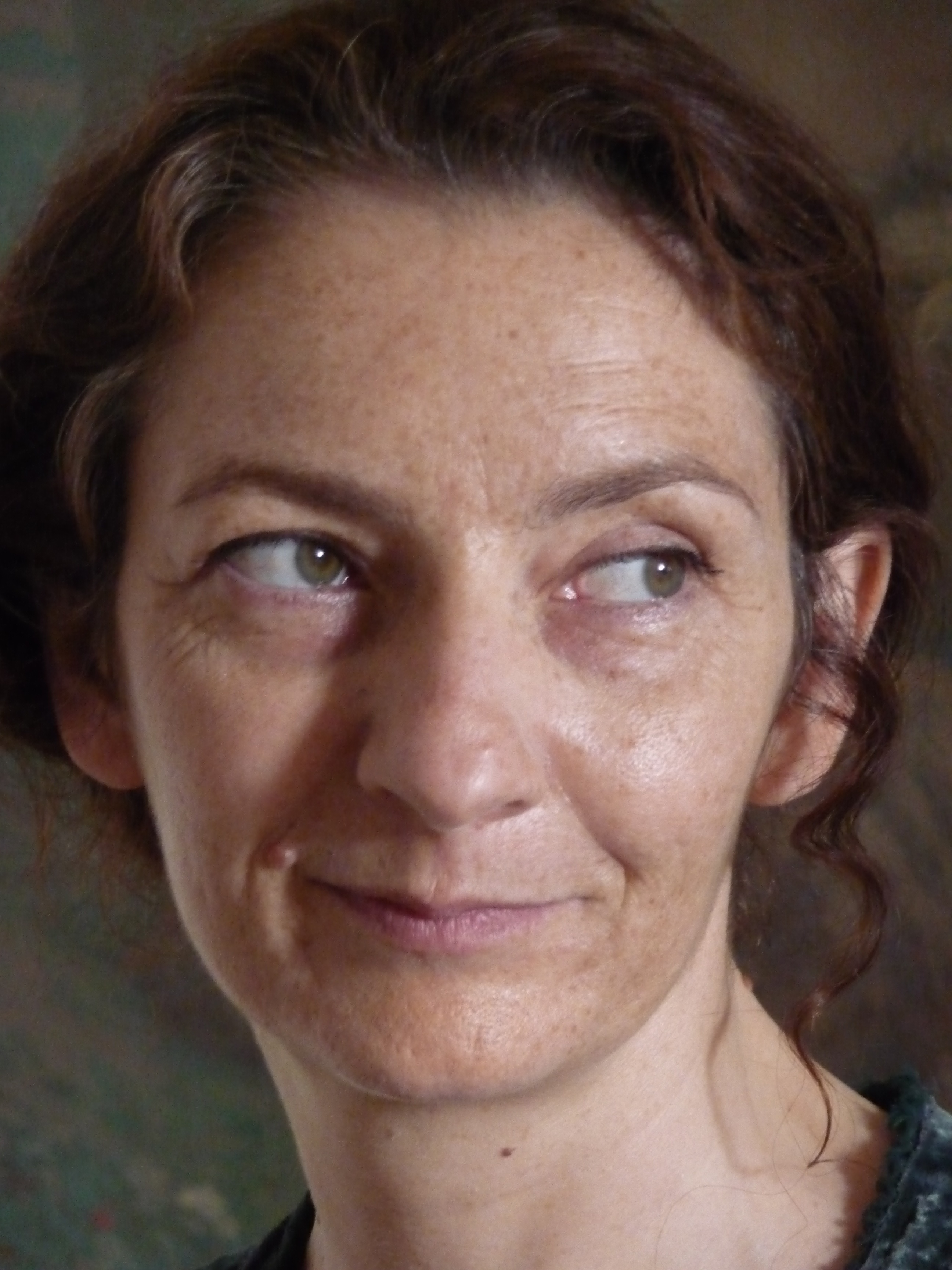
Corinne Masiero en el set de Louise Wimmer.

Corinne Masiero va aparéixer en L'Emmerdeur, de Francis Veber (2008), abans de rodar amb directors de renom com ara Xavier Giannoli, en À l'origine (2009), i Patrice Chéreau, en Persecució, al costat de Romain Duris. També treballà en la sèrie Engrenages i donant la rèplica a Robinson Stevenin en la minisèrie The Living and the Dead del 2010. El seu accent del nord li permet interpretar papers desimbolts, com ara en la sèrie Fais pas ci, fais pas ça, en el paper de l'excèntrica germana de Fabienne Lepic. La consagració li arribà al 2012 amb el seu primer “paper principal" per a Louise Wimmer, escrit i dirigit per Cyril Mennegun. La seua interpretació fou molt valorada i es converteix, als 47 anys, en una de les revelacions del cinema francés, un reconeixement que li obri les portes a un altre projecte, De rovell i d'os de Jacques Audiard, en què es troba cara a cara amb una altra revelació, Matthias Schoenaerts. El 2013 la nominaren al Cèsar a la millor actriu per Louise Wimmer.
Des del 2015, interpreta la capitana Marleau en France 3 i France 2, que a Catalunya s'emet en TV3.

### Compromís polític
Des del 2003, milita en el Partit Comunista Francés i en la secció "Bourrins" ('rossins') de la Coordinadora de Treballadors Intermitents i Precaris de Nord-Pas-de-Calais.(2)
El 2014, durant les eleccions municipals, es presentà pel Front d'Esquerra a Roubaix.
Durant les eleccions legislatives de juny del 2017, feu costat a François Ruffin, candidat pel Somme, secundat per la França Insubmisa. El 5 de maig de l'any següent participà en la manifestació opositora La fête à Macron, organitzada per François Ruffin.
Amb motiu dels Cèsar 2020, denuncià el domini absolut “de la dreta blanca, catòlica, heteroburgesa”. Aquesta declaració li atragué les crítiques de Gilles-William Goldnadel, que li va concedir el "Cèsar de l'estupidesa racista i anticristiana"».

Durant la cerimònia dels Cèsar 2021, mentre es preparava per a lliurar el premi a la millor disfressa, es llevà les dues disfresses que portava posades una damunt de l'altra, fins a aparéixer a l'escenari totalment nua i parcialment coberta de sang falsa i consignes reivindicatives, per a il·lustrar el discurs que denunciava la manca de consideració del govern per la cultura.

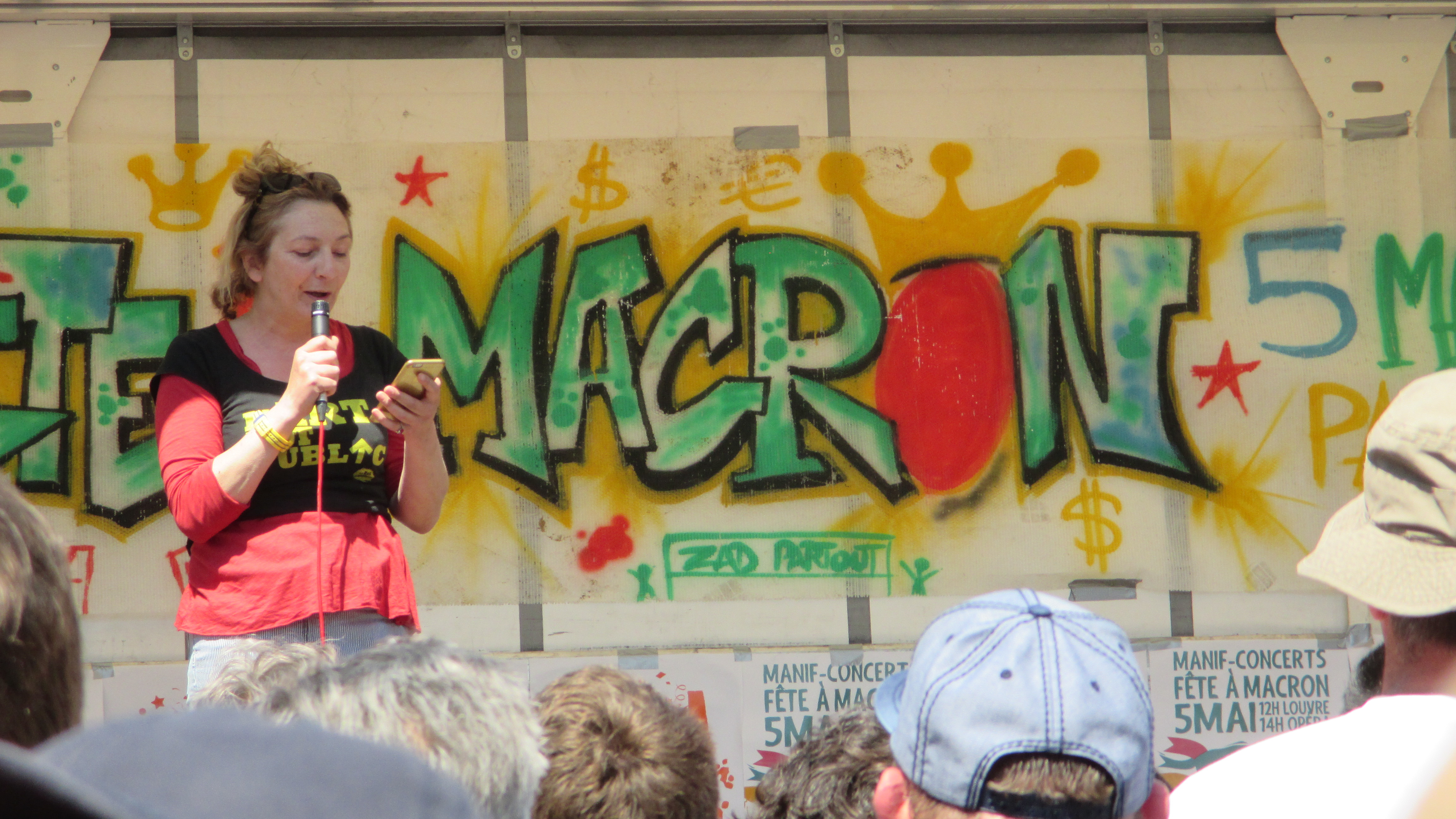
Corinne Masiero en La festa de Macron

Nou parlamentaris del partit d'extrema dreta Els Republicans la denuncien per "exhibició sexual" en una carta del 16 de març del 2021, dirigida a la fiscalia de París pel diputat Julien Aubert. Aquest informe es tanca sense més mesures per part del fiscal de París Rémy Heitz el dilluns 22 de març del 2021.
Corinne Masiero va rebre molts missatges de suport i assegura haver volgut defensar els professionals de l'espectacle amb la seua nuesa i donar visibilitat al cos d'una dona fora dels cànons habituals de bellesa, dels mitjans i la publicitat.
El 4 d'abril del 2022 signà una columna del diari Liberation, juntament amb altres 2.000 personalitats, donant suport a la candidatura de Jean-Luc Mélenchon per a les eleccions presidencials franceses del 2022.

### Vida privada
Va conéixer el director d'una companyia de teatre de carrer, Nicolas Grard, en una manifestació contra Medef. Són parella des de la dècada del 2000. Viuen a Roubaix.

## Filmografia

### Cinema

#### Llargmetratges
- 1993: Germinal, de Claude Berri: una ballarina en el ball (sense acreditar)
- 1998: La vida somiada dels àngels, d'Érick Zonca: la dona de Hollywood
- 2008: L'esvalotador de Francis Veber: Susana
- 2009: A l'origine, de Xavier Giannoli: Corinne
- 2009: Persécution, de Patrice Chéreau
- 2011: La planque, d'Akim Isker: Liliane
- 2012: Louise Wimmer, de Cyril Mennegun: Louise Wimmer
- 2012: De rovell i d'os, de Jacques Audiard: Ana
- 2012: Ombline, de Stéphane Cazes: Sonia
- 2013: 11.6, de Philippe Godeau: Marion
- 2013: Les reines du ring, de Jean-Marc Rudnicki: Viviana
- 2013: Suzanne, de Katell Quillévéré: Eliana
- 2013: La Marque des anges, de Sylvain White: Monique Méndez
- 2013: La Marche, de Nabil Ben Yadir: Dominique
- 2013: Lulu femme nue per Sólveig Anspach: la propietària del bar
- 2013: Vandal, d'Hélier Cisterne: la jutgessa
- 2013: Way Back Home (Jibeuro ganeun gil), de Bang Eun-jin: Hellboy
- 2014: Discount, de Louis-Julien Petit: Christiane Gendron
- 2015: Codes barres, per Christian François: Benetone
- 2015: Simon, d'Éric Martin i Emmanuel Caussé: Laurence
- 2015: L'Hermine, de Christian Vincent: Marie-Jeanne Metzer
- 2015: Sauvages (Parella en un forat) de Tom Geens: Céline
- 2016: Souffler plus fort que la mer, de Marine Plau: Louison
- 2016: Carole Matthieu, per Louis-Julien Petit: Cristina Pastres
- 2017: La consolation, de Cyril Mennegun: Françoise
- 2018: Vent du Nord, de Walid Mattar: Verónica
- 2018: Les invisibles, de Louis-Julien Petit: Manú
- 2020: Lucky, d'Olivier Van Hoofstadt: Alice Deschamps
- 2020: Effacer l'historique, de Benoît Delépine i Gustave Kervern: Cristina
- 2022: La Marginale, de Franck Cimière: Michèle

#### Curtmetratges
- 2007 : Surprise ! de Fabrice Maruca : la femme qui regarde la télé
- 2008 : La Salle d'attente de Sophie Boulanger
- 2011 : Prochainement sur vos écrans de Fabrice Maruca : l'agent immobilier
- 2011 : Exhausted Renegade Elephant de Noémie Nicolas : la chauffeuse de taxi
- 2011 : Augusta Amiel Lapieski de Franck Renaud : l'infirmière
- 2012 : Corps solidaires de Pascal Roy : Catherine
- 2012 : Peter de Nicolas Duval : la mère de Peter
- 2012 : Le Sac de Julien Dara et Yohan Manca : Pascale
- 2013 : Orphyr de Jonathan Degrelle : Frdine
- 2013 : Automne de Louise Legaye : Marie
- 2013 : La Casse de Monsieur Alfred de Jean-Emmanuel Godart : la femme 2
- 2014 : Chat de Philippe Lasry : Elisabeth
- 2015 : Mollusques de Justine Pluvinage :
- 2015 : Point du jour de Nicolas Mesdom : Corinne
- 2016 : Hétérox de Maxime Pourbaix : Endora
- 2016 : La Voix du père de Colas Rifkiss et Mathias Rifkiss : Coco
- 2017 : Je les aime tous de Guillaume Kozakiewiez : Solange
- 2017 : The Man-Woman Case d'Anaïs Caura : voix
- Le Kiosque de P. Sourdeval
- J'suis ravagé de P. Allart
- Les Bouillaveurs de Niglo de Corinne Masiero

### Televisió
- 2002 : Qui mange quoi ? de Jean-Paul Lilienfeld : l'infirmière
- 2003 : Ambre a disparu de Denys Granier-Deferre : collègue et amie de Pascale
- 2003 : Famille d'accueil, épisode Mauvaise graine réalisé par Daniel Janneau : l'employée de la supérette
- 2004 : Du côté de chez Marcel de Dominique Ladoge : Patou
- 2004 : Juliette Lesage, médecine pour tous, épisode Précautions d'emploi réalisé par Christian François : Céline
- 2004 : Pierre et Jean de Daniel Janneau : l'oratrice de l'Alcazar
- 2004 : Un petit garçon silencieux de Sarah Lévy : Monique
- 2004-2006 : PJ, série créée par créée par Michelle Podroznik et Frédéric Krivine, épisodes Infiltrations, Vol à la une et Mamans : Éliane Contini
- 2005 : Quelques mots d'amour de Thierry Binisti : Fardienne
- 2006 : Madame la proviseure, épisode Chacun sa chance réalisé par Philippe Bérenger
- 2006 : Beau Masque de Peter Kassovitz : Marguerite
- 2006 : La Crim', épisode Noces rouges réalisé par Éric Woreth : Sophie Daguerre
- 2006 : Le Sang noir, de Peter Kassovitz : Mme Marchandeau
- 2007 : Maman est folle de Jean-Pierre Améris : Nathalie, une bénévole
- 2007 : Le Réveillon des bonnes de Michel Hassan : "Dame" Goupion
- 2007 : Les Oubliées d'Hervé Hadmar
- 2007 : Chez Maupassant, épisode Histoire d'une fille de ferme réalisé par Denis Malleval : la guérisseuse
- 2007 : Moi, Louis enfant de la mine - Courrières 1906 de Thierry Binisti : Blanche
- 2008 : Clémentine de Denys Granier-Deferre : Femme du wagon n° 1
- 2008 : Versailles, le rêve d'un roi de Thierry Binisti : la mère de l'ouvrier décédé
- 2008 : Baptêmes du feu de Philippe Venault : Conquête
- 2008 : Voici venir l'orage..., mini-série réalisée par Nina Companeez : Goussarova
- 2008 : Les Fées cloches de Coralie Fargeat et Anne-Élisabeth Blateau : la sorcière instructrice
- 2008 : L'Affaire Bruay-en-Artois de Charlotte Brändström : Dominique Vals
- 2008 : Sous les vents de Neptune de Josée Dayan : Violette Retancourt
- 2009-2010 : Les Bougon, épisodes Boulot, vibro, bobo et Faux départ réalisés par Sam Karmann : Ninon
- 2009 : L'Homme aux cercles bleus de Josée Dayan : Violette Retancourt
- 2009 : Les Petits Meurtres d'Agatha Christie, épisode La Plume empoisonnée réalisé par Éric Woreth : Angélique
- 2009 : L'Homme à l'envers de Josée Dayan : Violette Retancourt
- 2010 : Engrenages, série créée par Alexandra Clert et Guy-Patrick Sainderichin, saison 3 : Patricia, prostituée et indic
- 2010 : Un lieu incertain de Josée Dayan : Violette Retancourt
- 2010 : Les Vivants et les Morts, mini-série de Gérard Mordillat : la grande Sylvie
- 2011-2016 : Fais pas ci, fais pas ça, série créée par Anne Giafferi et Thierry Bizot, saisons 4 à 8 : Solange
- 2011 : Celle que j'attendais de Bernard Stora : Suzon
- 2011 : La Part des anges de Sylvain Monod : Lola Hortez
- 2012 : Merlin de Stéphane Kappes : Ferrosa
- 2012 : Chambre 327, mini-série réalisée par Benoît d'Aubert : Simone, une prisonnière
- 2013 : Le Clan des Lanzac de Josée Dayan : Suzanne Bernier
- 2013 : Indiscrétions de Josée Dayan : Felicidade
- 2013 : Les Délices du monde d'Alain Gomis: la alcaldesa
- 2014-2015 : Ainsi soient-ils, serie creada por David Elkaïm, Bruno Nahon, Vincent Poymiro i Rodolphe Tissot, temporadas 2 y 3 : Zivka, l'infirmière
- 2014 : Hard serie realizada por Cathy Verney: Sonia
- 2014 : Entre vents et marées de Josée Dayan : capitaine Marleau
- 2015 : Hard, serie creada por Cathy Verney, saison 3 : Sonia
- 2015 : Panthers serie creada por Jack Thorne : Corinne
- Des de 2015 : Inspectora Marleau, serie creada por Elsa Marpeau, realizada por Josée Dayan : inspectora Marleau
- 2019 : Quand sort la recluse de Josée Dayan : Violette Retancourt
- 2019 : Colombine, de Dominique Baron: Colombine
- 2020 : I Love You coiffure de Muriel Robin : Félicie
- 2021 : Boomerang de Christian François : Louise Falconetti[20]

## Teatre

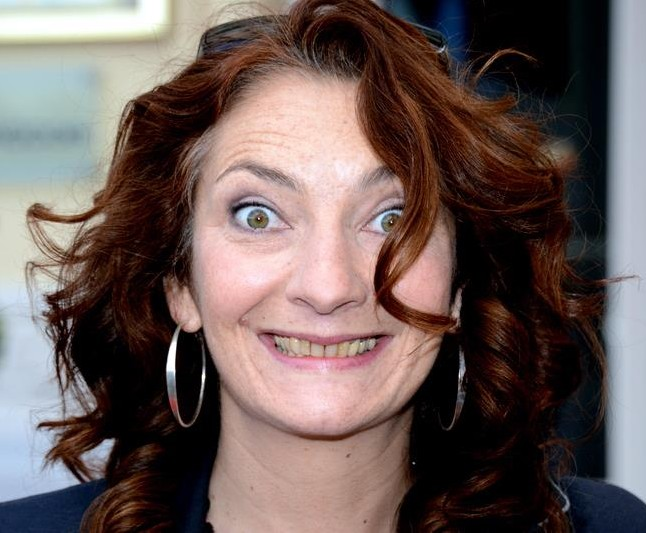
Corinne Masiero el 2013 en el Festival de cinema de Cabourg

- 1996 - 1997: Effluves, Oratori salvatge, del Collectif Organum i Thierry Poquet, gira
- 1998: que? L'eternitat després de Guy Alloucherie, Ingmar Bergman, William S. Burroughs, John Cassavetes i Fernando Pessoa, dirigida por Guy Alloucherie, Cie Hendrick Van Der Zee, Théâtre du Prato
- 2001: Terminal Feydeau: Léonie és per endavant, La difunta mare de Madame, Sobre la purga Bébé de Georges Feydeau, dirigida per Didier Bezace, Théâtre de la Commune
- 2005: Big and Small de Botho Strauss, dirigida per Philippe Calvario, CDDB-Théâtre de Lorient, Teatro Bouffes du Nord
- 2005: Lulu de Frank Wedekind, dirigida per Bruno Lajara, La Rose des vents
- 2006: La Cigale d'Amar Oumaziz, Le Vivat (Armentières)
- 2009: Orchampt de Harold David, dirigida per Franck Andrieux i Thomas Baelde, Le Garage/Roubaix
- 2009 - 2010: El magnífic cornut de Fernand Crommelynck, Le Rideau de Bruxelles (Ixelles), gira
- 2010: Elvis' Kitchen de Lee Hall, dirigida per Nicolas Ory, Théâtre du Nord, La Verrière
- 2012: Desfilada d'estats. Ser/Aparéixer/Desaparéixer, Cabaret post-post-existencial, dirigit per Peter James, Théâtre de la Chapelle (Montreal)
- 2017 - 2020: Une vie bien rEnger d'Adolpha Van Meerhaeghe, gira

## Honors

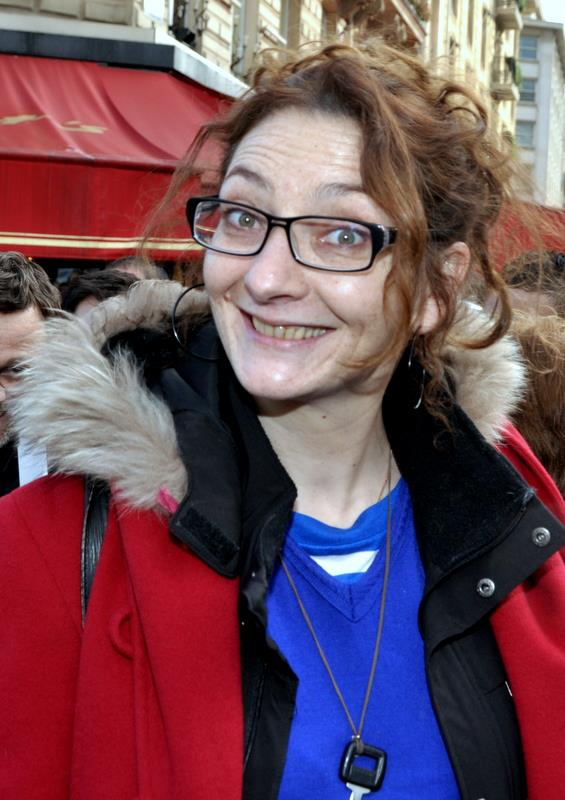
Corinne Masiero en l'esmorzar dels nominats al Cèsar 2013

### Premis
- Festival de Cinema de Zúric 2011: Ull d'Or a la Millor Actriu per Louise Wimmer
- Festival de Cinema de Dieppe 2011: Premi d'Interpretació per Louise Wimmer
- Festival de Cinema de Cabourg 2012: Cigne Daurat "coup de coeur" per Louise Wimmer

### Nominacions
- Lumière 2013: Nominació Lumière a la millor actriu per Louise Wimmer[21]
- Cèsars 2013: Nominació al Cèsar a la millor actriu per Louise Wimmer[22]